# Omaha-ponca
L’omaha-ponca est une langue amérindienne de la famille des langues siouanes du sous-groupe des langues siouanes de la vallée du Mississippi, parlée dans le Nord de l'Oklahoma par les Poncas du Sud et dans l'Est du Nebraska, par les Omahas et le Poncas du Nord.
L'omha-ponca est une des quatre langues (avec l'osage, le kanza et le quapaw) du sous-groupe des langues dhegiha. Ce sous-groupe fait lui-même parti des langues siouanes de la vallée du Mississippi avec, entre autres, les langues Dakotas, Chiwere et Winnebago.
L'omaha fut largement étudié au XIXe siècle par le siouaniste James Owen Dorsey, qui l'appelait Ȼegiha, et publia de nombreux travaux sur la langue. mais il faut aussi parler de l'anthropologue Alice C. Fletcher et son collaborateur omaha Francis La Flesche ainsi que James Henri Howard qui ont eux aussi fourni de nombreux ouvrages de grammaire et des dictionnaires sur cette langue.

## Variétés
De par leur très grande similarité, le dialecte utilisé par les Poncas et celui des Omahas sont confondus en une seule langue bien les locuteurs de chacune des deux tribus les distinguent. C'est surtout le vocabulaire concernant des mots récents arrivés avec les Européens ou bien par les innovations du XXe siècle que la différence entre le ponca et l'omaha se font le plus ressentir. Par exemple, pour dire "téléphone", les Poncas diront "máⁿ aⁿze uthíⁿ", ce qui se peut se traduire par "tapotement de métal" (à l'origine en référence au télégraphe) tandis que les Omahas diront "móⁿoⁿze íutha" (le "métal parlant"). Mais en général, les locuteurs des deux tribus n'ont aucun mal à se comprendre.

## Phonologie

### Voyelles
| Type    | Antérieure   | Centrale     | Postérieure |
| ------- | ------------ | ------------ | ----------- |
| Fermée  | i [i] iⁿ [ĩ] |              | u [u]       |
| Moyenne | e [e]        |              | o [o]       |
| Ouverte |              | a [a] aⁿ [ã] |             |

### Consonnes
| Type          |               | Bilabiale | Dentale      | Latérale | Palatale | Vélaire | Glottale |
| ------------- | ------------- | --------- | ------------ | -------- | -------- | ------- | -------- |
| Occlusives    | Sourdes       | pp [pː]   | tt [tː]      |          |          | kk [kː] | ʔ [ʔ]    |
| Occlusives    | Sonores       | b [b]     | d [d]        |          |          | g [g]   |          |
| Occlusives    | Aspirées      | ph [pʰ]   | th [tʰ]      |          |          | kh [kʰ] |          |
| Occlusives    | Éjectives     | pʼ [pʼ]   | tʼ [tʼ]      |          |          | kʼ [kʼ] |          |
| Fricatives    | Sourdes       |           | s [s]        | š [ʃ]    |          | x [x]   | h [h]    |
| Fricatives    | Sonores       |           | z [z] ð [ð]  | ž [ʒ]    |          | ğ [ɣ]   |          |
| Fricatives    | Éjectives     |           | sʼ [sʼ]      | šʼ [ʃʼ]  |          |         |          |
| Affriquées    | Sourdes       |           |              |          | čč [t͡ʃː] |         |          |
| Affriquées    | Aspirées      |           |              |          | čh [t͡ʃʰ] |         |          |
| Affriquées    | Éjectives     |           |              |          |          |         |          |
| Nasales       | Nasales       | m [m]     | n [n] hn [n̥] |          |          |         |          |
| Semi-voyelles | Semi-voyelles | w [w]     |              |          | y [j]    |         |          |

## Écriture
À l'origine, l'omaha-ponca n'avait pas de forme écrite. Mais depuis quelques années les deux tribus ont développé une forme écrite de leur langue avec une graphie proche de celle utilisée par Fletcher et LaFlesche. Cependant, lire et écrire en omaha-ponca reste compliqué. Notamment parce que les principaux textes, chants et légendes ont été rapportés à l'écrit par James O. Dorsey qui utilisait une orthographe idiosyncratique afin de transcrire au mieux la prononciation des mots. Cette orthographe est plutôt difficile à interpréter pour les néophytes.
| ’  | a | b  | ch | ch’ | ch‍ʰ | d  | e  | e‍ⁿ   | g | h  | i | iⁿ | j | k  | k’ | k‍ʰ | m | n  | o |
| oⁿ | p | p’ | p‍ʰ  | q   | s  | s’ | sh | sh’ | t | t’ | t‍ʰ | th | u | uⁿ | w  | x | z | zh |   |

## Utilisation
L'omaha-ponca est une langue en danger d'extinction. Bien qu'elle soit de nouveau enseignée dans les écoles des villes où vivent les membres des tribus au Nebraska et en Oklahoma, il n'y aurait plus que quelques dizaines personnes pour qui celle-ci est la langue primaire. L'omaha-ponca n'est plus utilisé que lors des cérémonies traditionnelles, les enterrements, durant des chants ou encore les annonces de pow-wow. Mais même dans ces moments là, les paroles prononcées en omaha-ponca sont traduites en anglais pour les non-locuteurs. L'enseignement en classe permet tout de même à la jeune génération de comprendre, sinon de parler l'omaha-ponca mais comme langue secondaire.